# Atavism

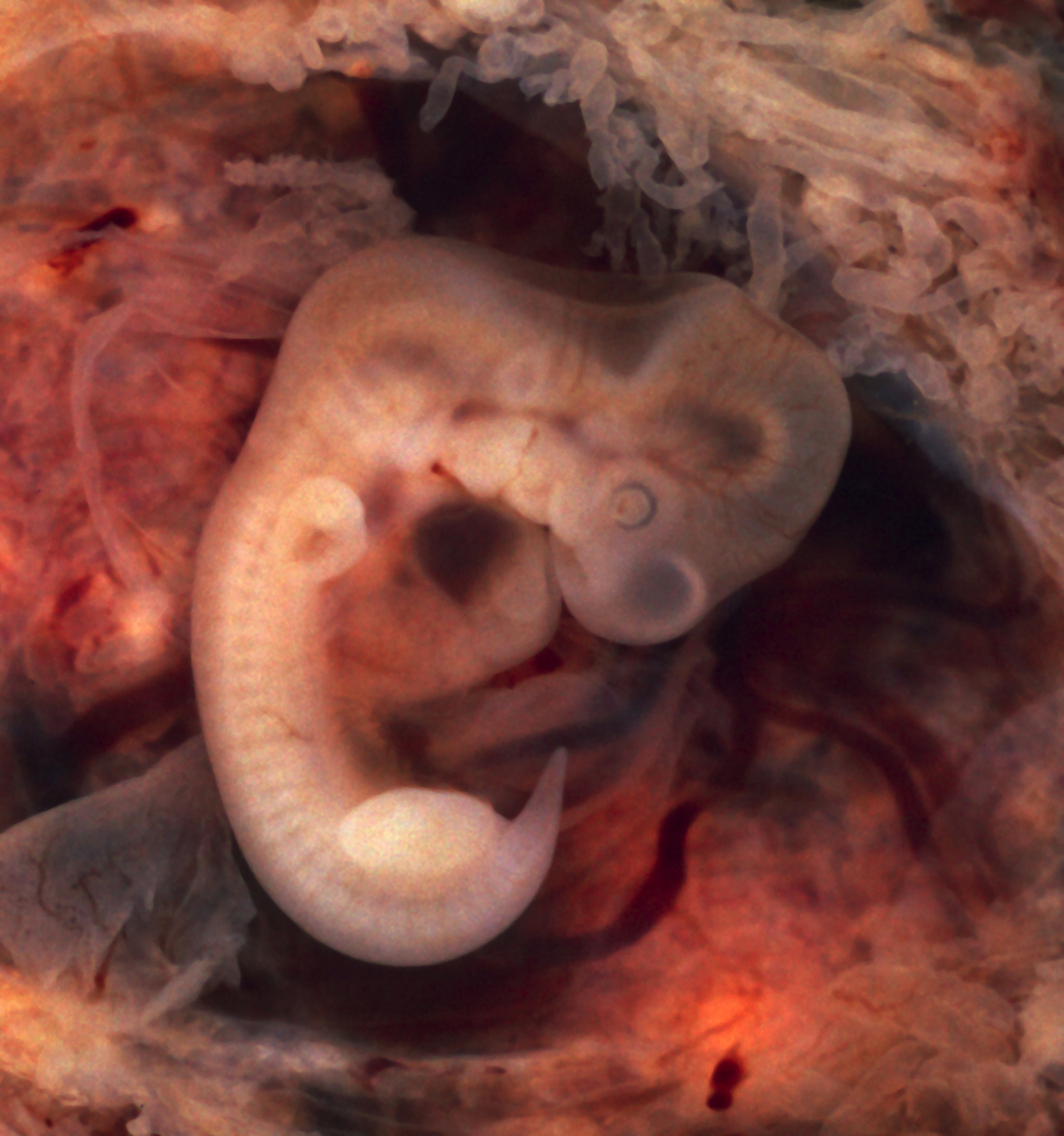
Prezenţa cozii la embrionul uman constituie un exemplu de atavism

În biologie, atavismul reprezintă apariția la un descendent animal sau vegetal a unor particularități (fizice sau psihice) proprii ascendenților îndepărtați și care nu s-au manifestat în generațiile intermediare.
Poate fi de două tipuri:
- atavism de specie: apariția unui caracter care a existat la specia sălbatică (exemple: apariția culorii iepurelui sălbatic la iepurele domestic);
- atavism filogenetic: apariția unui caracter care a existat la specii vechi, dispărute (exemplu: apariția polidactiliei la cai).

Demonstrând descendența speciilor una din alta, fenomenele de atavism constituie o dovadă a teoriei evoluției.
Sunt considerate atavisme: măselele de minte, coccisul, sistemul erector, sfârcurile la bărbați, amigdalele, sinusurile, părul de pe corp, 
cea de-a treia pleoapă. Apendicele, considerat în trecut drept atavism, s-a constatat de către cercetători americani în 2007 că este de fapt un organ activ care produce bacteriile „bune“ din organism.